# Kreis Olpe
Kreis Olpe is een Kreis in de Duitse deelstaat Noordrijn-Westfalen. Kreisstadt is de gelijknamige stad. De Kreis telt 133.362 inwoners (31 december 2020) op een oppervlakte van 712,11 km². Op 31 december 2020 had 10,49% van de inwoners een niet-Duits staatsburgerschap (13.990 niet-Duitsers) en hadden 120 inwoners het Nederlandse staatsburgerschap.

## Steden en gemeenten

Steden en gemeenten in Kreis Olpe.

De volgende steden en gemeenten liggen in de Kreis:
| Steden                                           | Gemeenten                              |
| ------------------------------------------------ | -------------------------------------- |
| 1. Attendorn 2. Drolshagen 3. Lennestadt 4. Olpe | 1. Finnentrop 2. Kirchhundem 3. Wenden |

Zie ook: Lijst van Kreise en kreisfreie steden in Noordrijn-Westfalen
Attendorn · Drolshagen · Finnentrop · Kirchhundem · Lennestadt · Olpe · Wenden